# ديريك ستيوارت
ديريك ستيوارت (بالإنجليزية: Derek Stewart)‏ (18 يونيو 1948 باسكتلندا في المملكة المتحدة - ) هو لاعب كرة قدم بريطاني في مركز الوسط.